# Paratrichobius americanus
Paratrichobius americanus is een vliegensoort uit de familie van de luisvliegen (Hippoboscidae). De wetenschappelijke naam van de soort is voor het eerst geldig gepubliceerd in 1972 door Peterson and Ross.